# Куминовское
Куминовское — село в Слободо-Туринском районе Свердловской области России, в Сладковском сельском поселении.

## География
Село Куминовское (ранее село Куминово) расположено в 25 километрах к северо-западу от села Туринская Слобода (по автомобильной дороге — 36 километров), на левом берегу реки Туры, вблизи Мелкого озера-старицы.

## История
До 1917 года в селе ежегодно проводилась Алексеевская ярмарка, на которую съезжались купцы из Туринска, Ирбита, Тюмени.

### Крестовоздвиженская церковь
В 1810 году в честь Воздвижения Креста Господня построена Крестовоздвиженская церковь, каменная, трёхпрестольная. Левый придел во имя равноапостольных Константина и Елены, правый придел во имя великомученика Пантелеймона. Церковь была закрыта в 1930 году.
В советское время была снесена колокольня, в здании размещалось зернохранилище. Крест на куполе храма был установлен военно-поисковым отрядом «Кречет» из Тюмени в 2009 году. В настоящее время храм разрушается и не восстанавливается.

## Население
| 2002 | 2010 | 2021 |
| ---- | ---- | ---- |
| 379  | ↘255 | ↘235 |